# Nesluša
Nesluša es un municipio del distrito de Kysucké Nové Mesto en la región de Žilina, Eslovaquia, con una población estimada a final del año 2024 de 3191 habitantes.
Se encuentra ubicado al noroeste de la región, cerca del curso alto del río Váh (cuenca hidrográfica del Danubio) y de la frontera con la República Checa y Polonia.

## Demografía
| Año        | 1994 | 2004    | 2014    | 2024    |
| ---------- | ---- | ------- | ------- | ------- |
| Población  | 3228 | 3247    | 3156    | 3191    |
| Diferencia |      | +0,58 % | −2,80 % | +1,10 % |

| Año        | 2023 | 2024    |
| ---------- | ---- | ------- |
| Población  | 3210 | 3191    |
| Diferencia |      | −0,59 % |

## Historia
El territorio a ambas orillas del río Kysuce ya estaba poblado en el siglo XIII. Existe evidencia escrita fiable de Nesluša de 1367. En aquel entonces, esta comunidad no pertenecía a la finca, sino que era una propiedad noble.
El documento publicado más antiguo sobre Nesluš data de 1438. Se trata de un documento que contiene una lista de los municipios pertenecientes al estado de Budatín y sus límites, cuyo texto se conservó en la confirmación de Rodolfo II de 1592 en el Archivo Principesco de Esterházy y se conserva en el Archivo Provincial Húngaro en Budapest .